# Бловил
Бловил (фр. Blosville) насеље је и општина у северној Француској у региону Доња Нормандија, у департману Манш која припада префектури Шербур-Октевил.
По подацима из 2011. године у општини је живело 279 становника, а густина насељености је износила 66,11 становника/km². Општина се простире на површини од 4,22 km². Налази се на средњој надморској висини од 33 метара.

## Демографија
| 1962. | 1968. | 1975. | 1982. | 1990. | 1999. | 2011. |
| ----- | ----- | ----- | ----- | ----- | ----- | ----- |
| 273   | 296   | 241   | 210   | 223   | 206   | 279   |

График промене броја становника у току последњих година